# ケープコッド運河

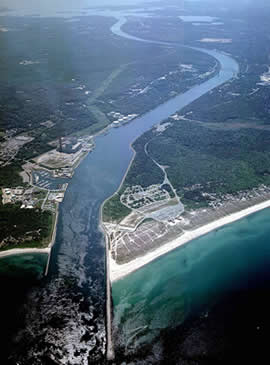
ケープコッド運河東端およびスカセット・ビーチ州立保留地の航空写真。マサチューセッツ州

ケープコッド運河（英: Cape Cod Canal）はアメリカ合衆国マサチューセッツ州にある人工水路で、北のケープコッド湾と南のバザーズ湾を結んでいる。
大西洋沿岸内水路の一部で、全長およそ11.3キロメートルの運河であり、合衆国本土とコッド岬（ケープコッド）の地峡部を横断している。 全長の大部分は150メートルに拡幅された感潮河川（tidal river、潮入川）で干潮水位（平均）時、水深9.8メートル、岬を回るルートと較べて217キロメートルのショートカットであり、年間およそ14,000人が利用している。
ケープコッド運河はボーンの町に属している。運河の北側入口近くにはスカセット・ビーチ州立保留地 (Scusset Beach State Reservation) が、また南側入口近くにはマサチューセッツ海事大学がある。潮流は速く、6時間ごとに方向を変える。引潮では時速8.4キロメートルになることもある。水路はアメリカ陸軍工兵司令部によって維持されており、通行料は無料である。ケープコッド運河にはケープコッド運河鉄道橋および2つの道路橋すなわちボーン橋およびサガモア橋が架橋されている。運河両端には信号機が設置され、19.8メートル以上の船の進入をコントロールしている。
人工の運河ではある一方、絶滅危惧種のタイセイヨウセミクジラを含むイルカやクジラにも時には利用されており、特にセミクジラがいる場合は運河が閉鎖されることもある。

## 歴史

### 初期の調査と計画
このような運河を建設しようとする最初のアイデアは1623年、プリマス植民地のマイルズ・スタンディッシュによって構想された。ピルグリム（英国からの初期移民。多くは清教徒)達はマノメット川とスカセットの諸河川の間の低地の潜在的に運河のルートになりうる河川の実地調査を行なった。プリマス植民地総督ウィリアム・ブラッドフォードは1672年、川の間の連水陸路沿いにアプタックゼットトレーディング・ポスト（入植者と先住民の交易所）を設置した。ナラガンセット湾の先住民および当時繁栄していたニューネーデルラントのオランダ人との交易は、ピルグリム達が負っていた債務を返済することを可能にした主要因であった。1697年、マサチューセッツ州議会は運河を建設するための最初の提議を審議したが、明らかに何の行動も取らなかった。1717年、オーリーンズにジェレマイアーズ・ガタ (Jeremiah's Gutter) と呼ばれる運河が開削された。これはコッド岬の東側の（ケープコッド運河より狭い）地峡部を通るものだったが、1800年代後半を最後に廃れてしまった。1776年(ジョージ・ワシントンによる)、1791年、1803年、1818年、1824年–1830年および1860年と測量を伴う、より精力的な計画が繰返し策定された。しかし、これら諸計画のうち実行に移されたものは一つも無かった。実際に運河を建設する試みは19世紀後半まで待たねばならなかった。初期の計画者達は資金不足であったか、プロジェクトのサイズに圧倒されていたのである。1870年、ケープコッド・シップ・キャナル・カンパニー (Cape Cod Ship Canal Company) が設立され運河開削を試みるも、10年間まったく着手できず、挙句、集めたイタリア系労働者の争議により潰えた。この会社は1883年の組織改革後、サンドウィッチ付近で散発的に2.1キロメートルの運河開削を行っている。その後1909年までの期間に行われた運河開削の試みはすべて失敗に帰した。
技術者達は最終的にマノメット川とスカセットの諸河川を拡げて接続することによって、丘陵地を通り抜けていくルートに決定した。

### 私企業による建設
1909年6月22日、実用的な運河を建設すべく、工事がついに始まった。技術者ウィリアム・バークレイ・パーソンズの設計を用いて、オーガスト・ベルモント・ジュニアのボストン・ケープコッド・アンド・ニューヨーク・キャナル・カンパニー社が工事を指揮した。運河建設の技術者達は多くの問題に直面した。1つは氷河期の氷河の後退によって残された巨礫(boulder)であった。巨礫を爆破するためにダイバーが雇われたが、その作業が浚渫工事の遅延を招いた。もう1つの問題は冷たい冬場の嵐だった。技術者達は工事を完全に中断し、春の到来を待たざるを得なかった。しかしケープコッド運河は一定の制約付きながら1914年7月29日に開通し、1916年に完成した。私企業所有の有料運河は最大幅30メートル、最大深度7.62メートルでバザーズ湾奥のフィニー港 (Phinney Harbor)から入り、少し困難なルートを通るものだった。狭い水道と航行の難しさのせいで、何件かの事故が起きたため通行量が減り、運河の評判を落とすことになった。その結果、ニューヨークからボストンに至る通商路が100キロメートルも短縮されたのにもかかわらず、通行料収入は投資家の期待に届かなかった。

### 公権力による接収と拡張
第一次世界大戦中の1918年7月21日、ドイツ帝国海軍(Kaiserliche Marine)のUボート、U-156はオーリーンズの沖5.5キロメートルに浮上し、タグボートPerth Amboy と曳航されていた艀とを砲撃した（別項、オーリーンズ攻撃を参照）。4日後には大統領令に基づき鉄道管理局長官は運河の管轄権と運営を接収した。政府の管理下に置かれていた1920年までの期間に陸軍工兵司令部は運河の再浚渫を行い深さ7.62メートルとした。1928年、政府は無料の公共水路として使えるよう運河を買収した。買収価格は1,140万ドルだったが、1935年から1940年までの期間、運河を146.35メートルに拡幅し、深さを9.76メートルにするため更に2,100万ドルが支出された。結果としてケープコッド運河はその時代で最も幅の広い海水面運河 (sea level canal) となった。運河の南側入り口はフィニー港経由でなく、バザーズ湾から直接アクセスできるよう改造された。改造工事前、マサチューセッツ工科大学は大規模な模型（1キロメートルを1.71メートルに縮小: 縮尺約 1/585）を組立てた。これは延伸され、ルート変更された運河に対して、潮流がどのような水力学的な影響を与えるかを研究するためのものであった。

### 第二次世界大戦
第二次世界大戦中、ドイツ海軍(Kriegsmarine)のUボートが遊弋する海岸沿いを避けるため、運河を利用した舟運が復活した。ケープコッド運河はサガモア・ヒル軍用保留地に配備された海岸砲砲台によって防御されていた。結局、大砲は運河防衛のために一度も火を噴くことは無かった。
ミスティック・スティームシップ・カンパニーの石炭船USSステファン・R・ジョーンズは1942年6月28日、ケープコッド運河で座礁沈没した。舟運はコッド岬(ケープコッド)を回るルートに変更され、その内の一隻、リバティ船SSアレグザンダー・マコームは同年7月3日、魚雷を受け10名の死者を出した。7月31日、沈没したステファン・R・ジョーンズ が17トンのダイナマイトの助けを借りて撤去された後、運河は再開通した。

## レクリエーション利用
ケープコッド運河はレクリエーション用の船および商船によって広範に利用されている。
運河両側の保守用道路は釣り人にアクセスを提供し、インラインスケーター、サイクリスト、および散策者たちにも頻繁に使われている。幾つかの駐車場がアクセスポイントに整備されている。少しの間、腰掛けて運河を通りすぎる船やボートを眺めている人をよく見る。ボーン・シーニック・パーク (Bourne Scenic Park) は陸軍工兵隊がテントやRV車によるキャンプ地（運河間近の）として利用できるように、ボーンの町のレクリエーション担当部局にリースしているものである。
陸軍工兵隊は観光客に運河の歴史、特徴、運用を紹介するビジター・センターを保有している。呼び物として退役した12.5メートルの陸軍工兵隊のパトロール船があり、運河の歴史、動植物を紹介するDVDを絶え間なく映す46席の映写室を備えている。一種のインタラクティブな展示物として、運河のリアルタイムレーダーおよびカメラ画像を観ることもできる。工兵隊パークレンジャーズ (Corps Park Rangers) が中核スタッフであり、多様なテーマの無料かつ誰でも参加できるプログラムを提供している。潮汐図や運河ガイドブックも用意されている。ビジター・センターは5月から10月の期間限定でオープンしており、無料で利用できる。ビジター・センターの所在地は運河東端近く、サンドウィッチのモフィットドライブである (60 Ed Moffitt Drive, Sandwich, MA)。もう一つの季節開業のスタッフセンターはシーニック道路 (Scenic Highway) 沿いのヘリング・ラン (Herring Run) にある。
スカセット・ビーチ州立保留地は運河の東端のすぐ北に広がっている。海水浴施設、テントやRV車によるキャンプ施設が利用できる。そこにある1.1キロメートルのトレイル(野道)はサガモア・ヒルに続いている。サガモア・ヒルはかつては先住民の会合場所であり、第二次世界大戦中は海岸要塞が置かれていた、ケープコッド湾が見渡せる丘である。
ボーンデール・ヒルズ・トレイル (Bournedale Hills Trail) がケープコッド運河の北側沿いに2.25キロメートルに渡って、ボーン・シーニック・パーク (Bourne Scenic Park) キャンプ地からヘリング・ランまで延びている。ボーンデール・ヒルズ・トレイルにはガイドの付かない1.25キロメートルの周回コースが含まれ、ケープコッド運河の歴史と自然をガイドに妨げられずに堪能できる。

## ギャラリー

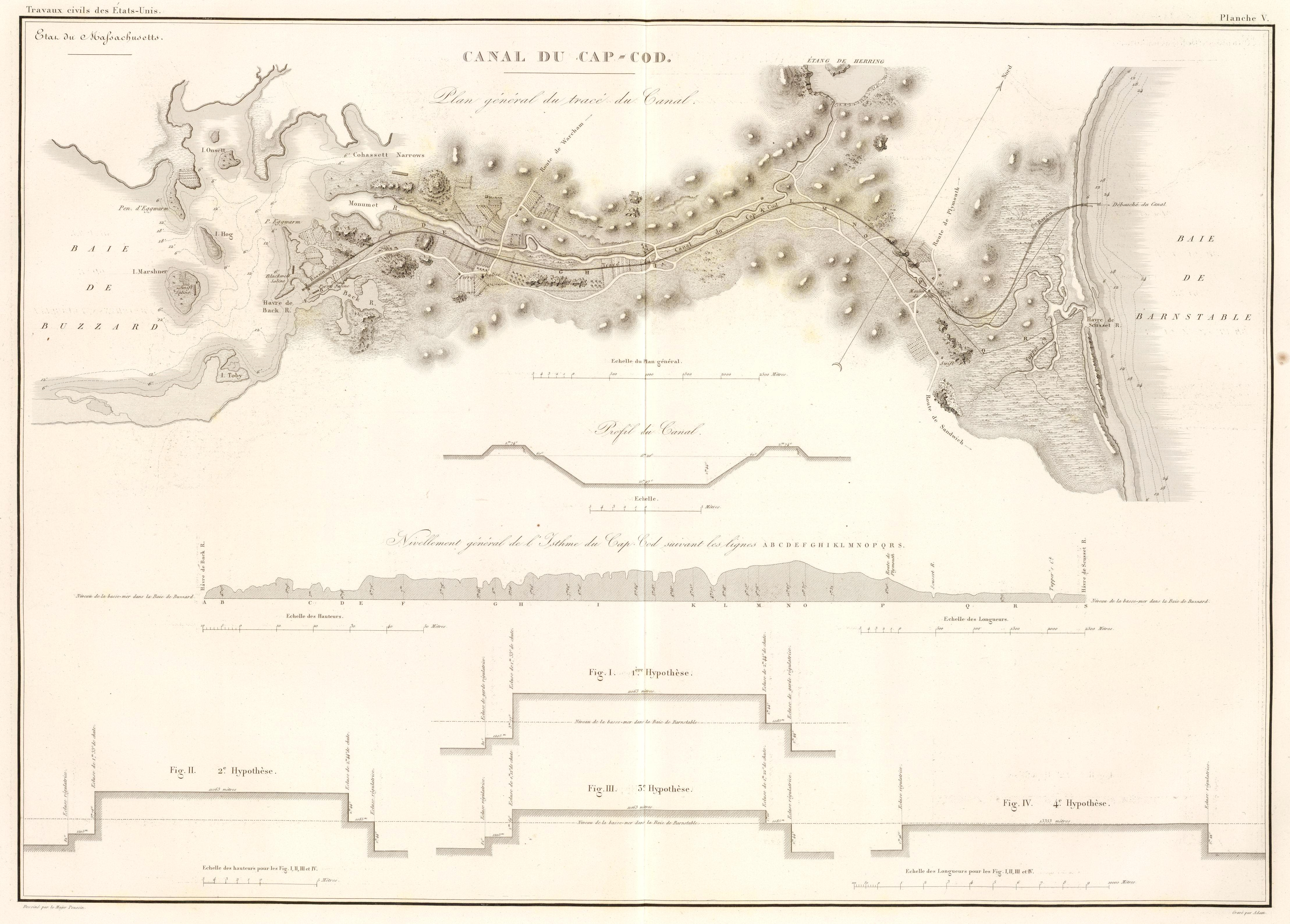
初期の計画（1834年）。実際建設されたものとは異なるルートが示されている（フランス語）
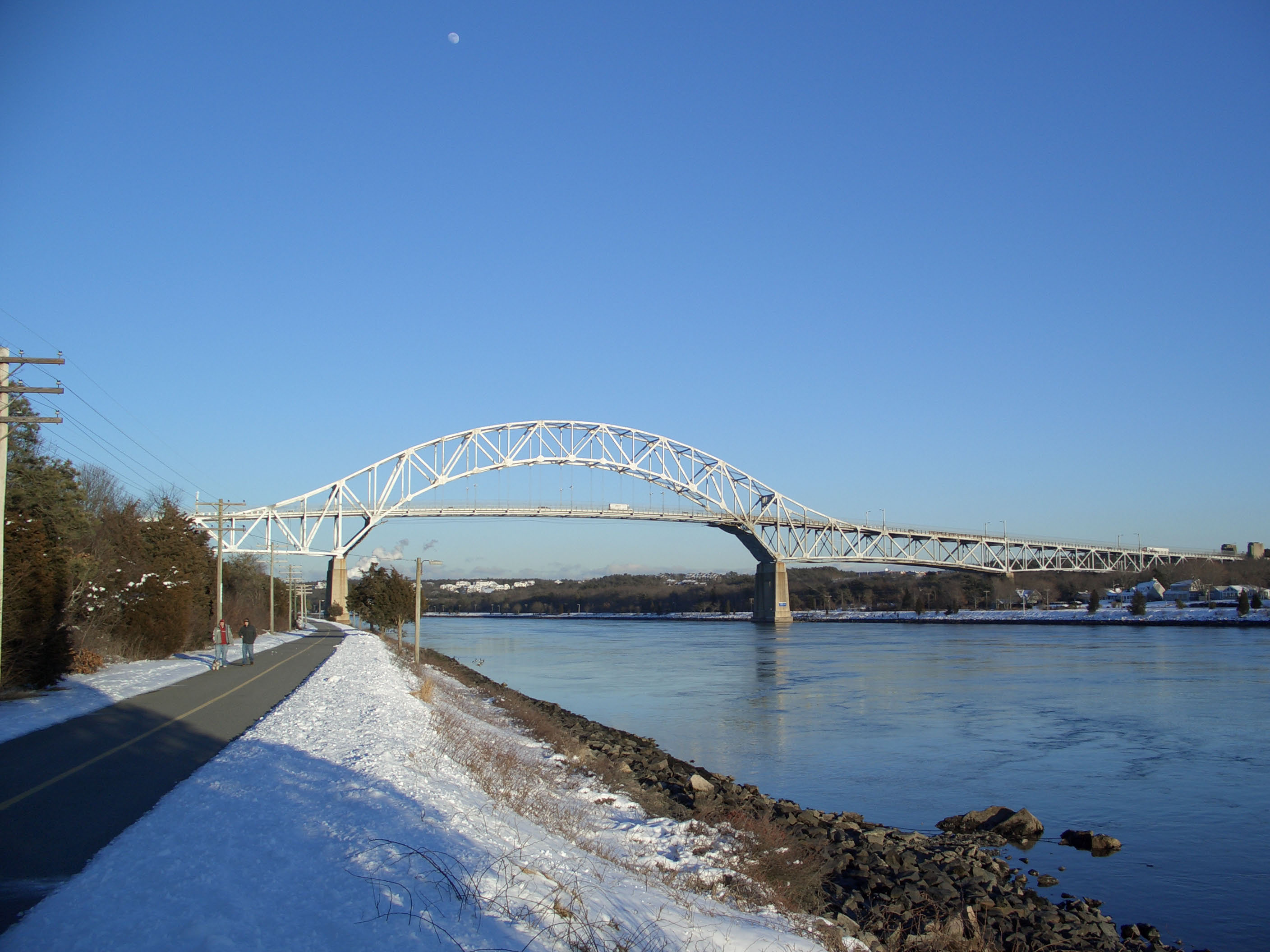
ボーン橋（英語版）
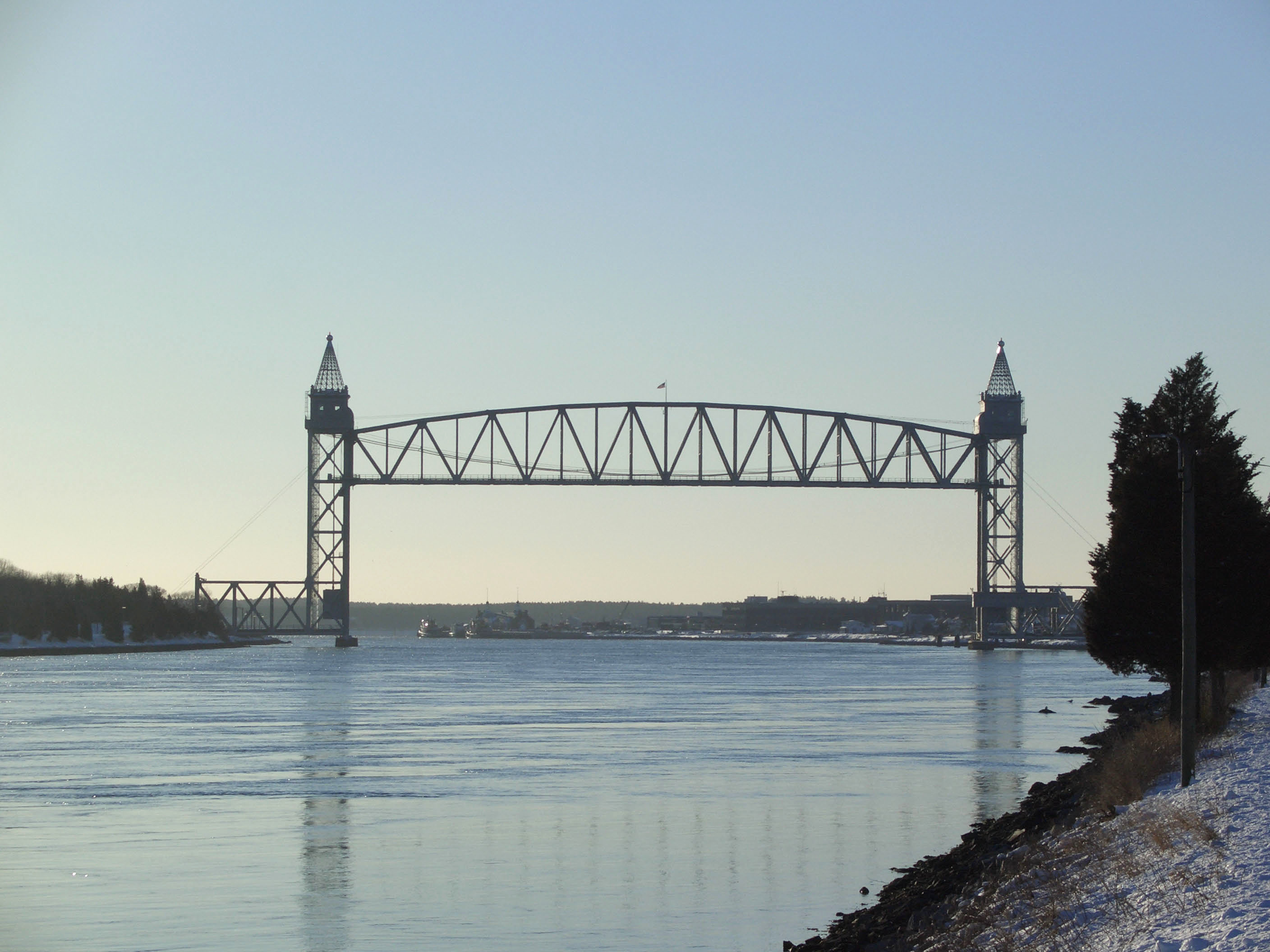
ケープコッド運河鉄道橋
サガモア橋（英語版）
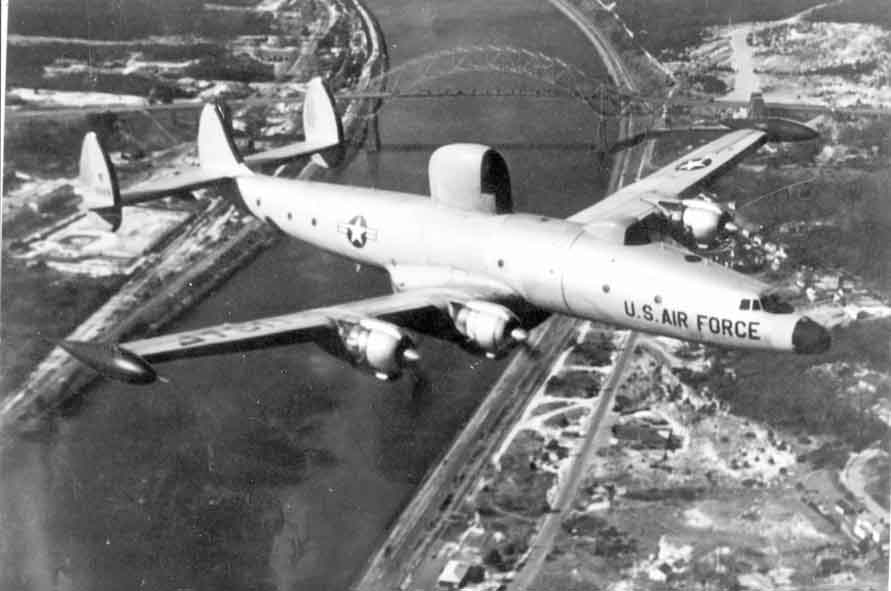
オーティス空軍基地（英語版）からケープコッド運河上空に飛来した早期警戒管制機ロッキードEC-121ウォーニング・スター（英語版）。背景にサガモア橋が写っている。1960年代
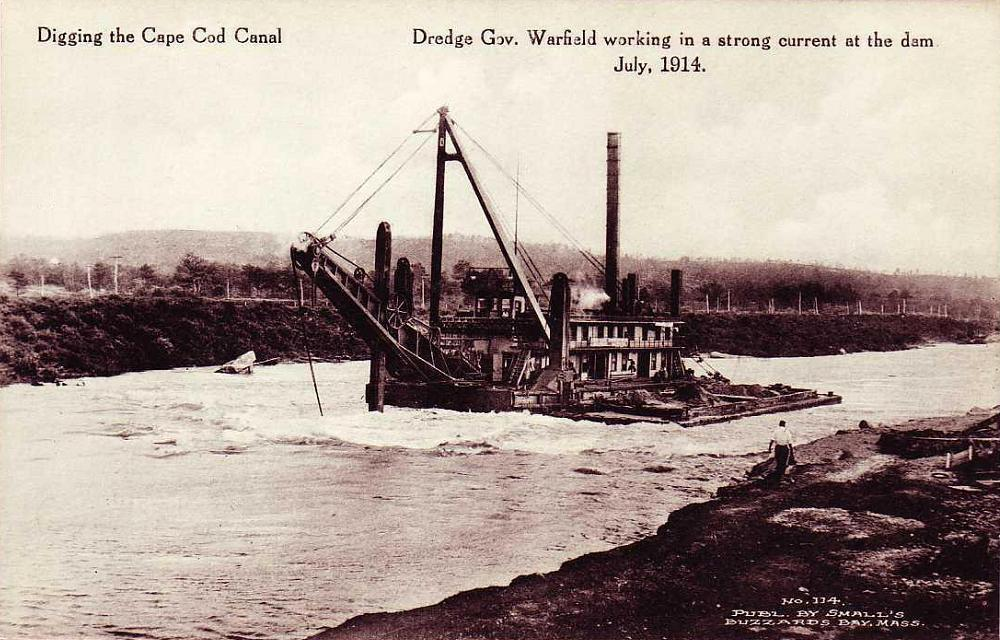
運河を開削する浚渫船「'ウォーフィールド知事号 (Gov. Warfield)」。1914年。もう一隻の浚渫船 Governor Herrick と2隻体制で開削工事を行った
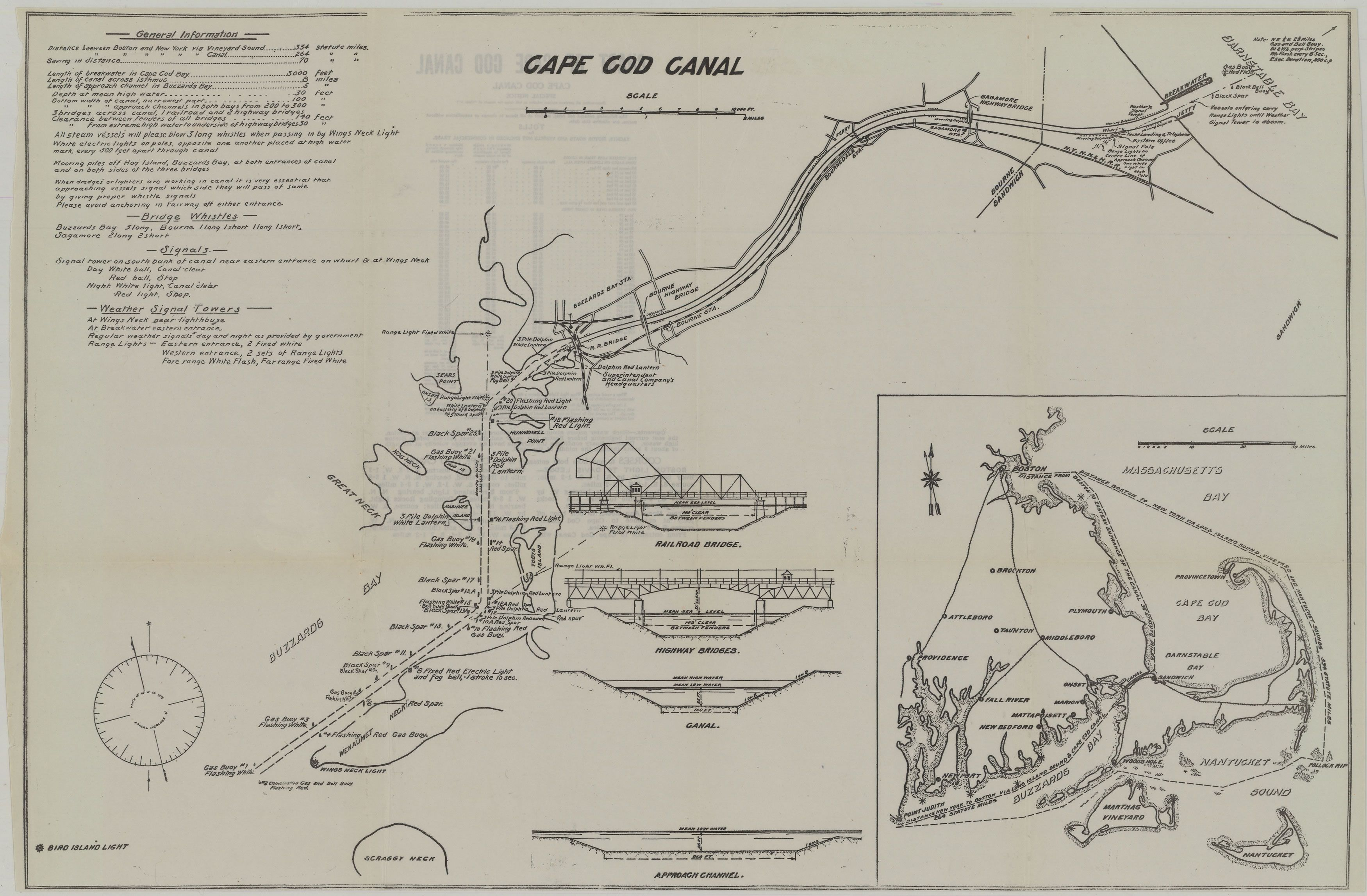
1922年のケープコッド運河の地図。複数の橋、係留地その他が示されている